# Rhithrodytes
Rhithrodytes é um género de escaravelho da família Dytiscidae.
Este género contém as seguintes espécies:
- Rhithrodytes agnus